# Modelo promocional
Um modelo promocional é um modelo contratado para impulsionar a demanda por um produto, serviço, marca ou conceito, interagindo diretamente com clientes em potencial. A maioria dos modelos promocionais geralmente tendem a ser convencionalmente atraentes na aparência física. Eles servem para tornar um produto ou serviço mais atraente e podem fornecer informações a jornalistas e consumidores em eventos de feiras e convenções.

## Prática

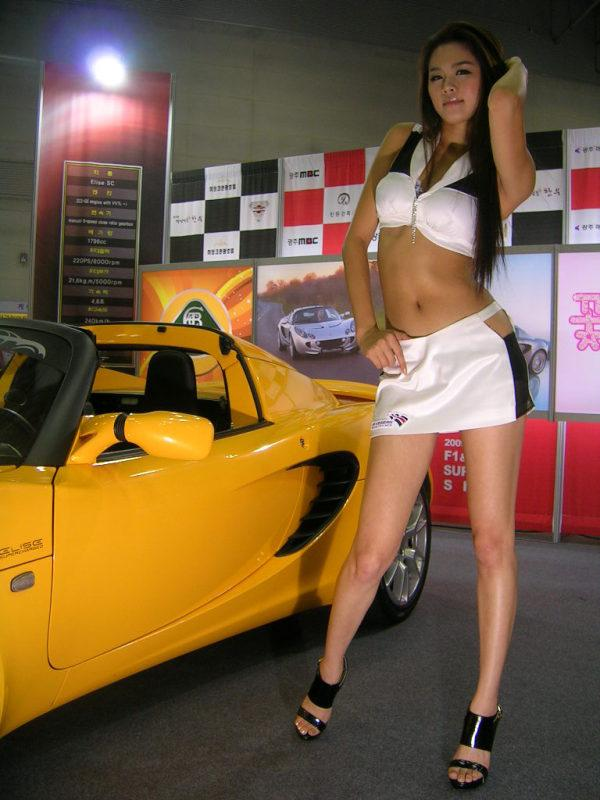
Uma modelo na F1 & World Supercar Show em Kwangju, Corea do Sul

Essa forma de marketing afeta menos os consumidores pelo custo do que a tradicional publicidade de mídia, mas a percepção do consumidor de uma marca, produto, serviço ou empresa é geralmente mais afetada por uma pessoa viva. experiencia Embora cada modelo possa não ser diretamente empregado pela empresa que eles representam, eles podem ser treinados para responder a perguntas e fornecer feedback de clientes sobre produtos, serviços e marcas atraentes. As responsabilidades do modelo promocional dependem da campanha de marketing específica que está sendo realizada e podem incluir: aumentar a conscientização sobre o produto; fornecimento de informações sobre produtos; criar uma associação na mente do consumidor entre o produto ou marca e uma ideia particular; Entregar itens aos consumidores, como uma amostra do próprio produto, um pequeno presente ou informações impressas. Campanhas de marketing que fazem uso de modelos promocionais podem ocorrer em lojas de varejo ou shoppings, em feiras, eventos promocionais especiais, clubes ou mesmo em espaços públicos ao ar livre. Modelos promocionais também podem ser usados como apresentadores / âncoras de TV para entrevistar celebridades como premiações de filmes, eventos esportivos, etc. Eles são frequentemente planejados em locais de alto tráfego para alcançar o maior número possível de consumidores, ou em locais onde um tipo específico de consumidor-alvo deve estar presente.
A cena do automobilismo refere-se a modelos promocionais como race queens. No Japão, eles são conhecidos como modelos de imagem e estão sendo contratados até mesmo por agências governamentais.

### Spokesmodel

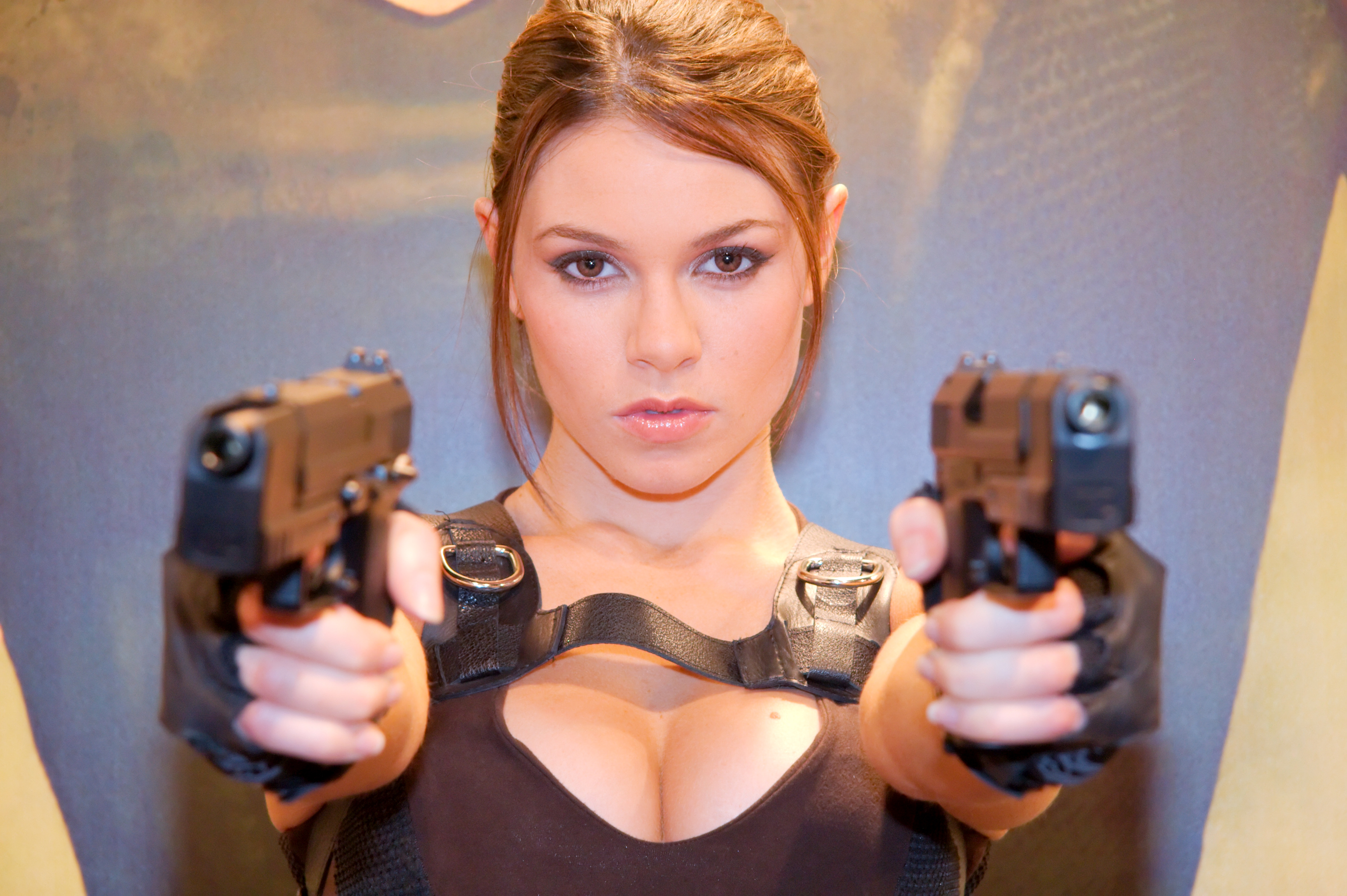
Alison Carroll as Lara Croft at the Paris Game Festival 2008

"Spokesmodel" é um termo usado para um modelo que é empregado para ser associado a uma [[marca] específica] ou produto em anúncios.

### Trade show model

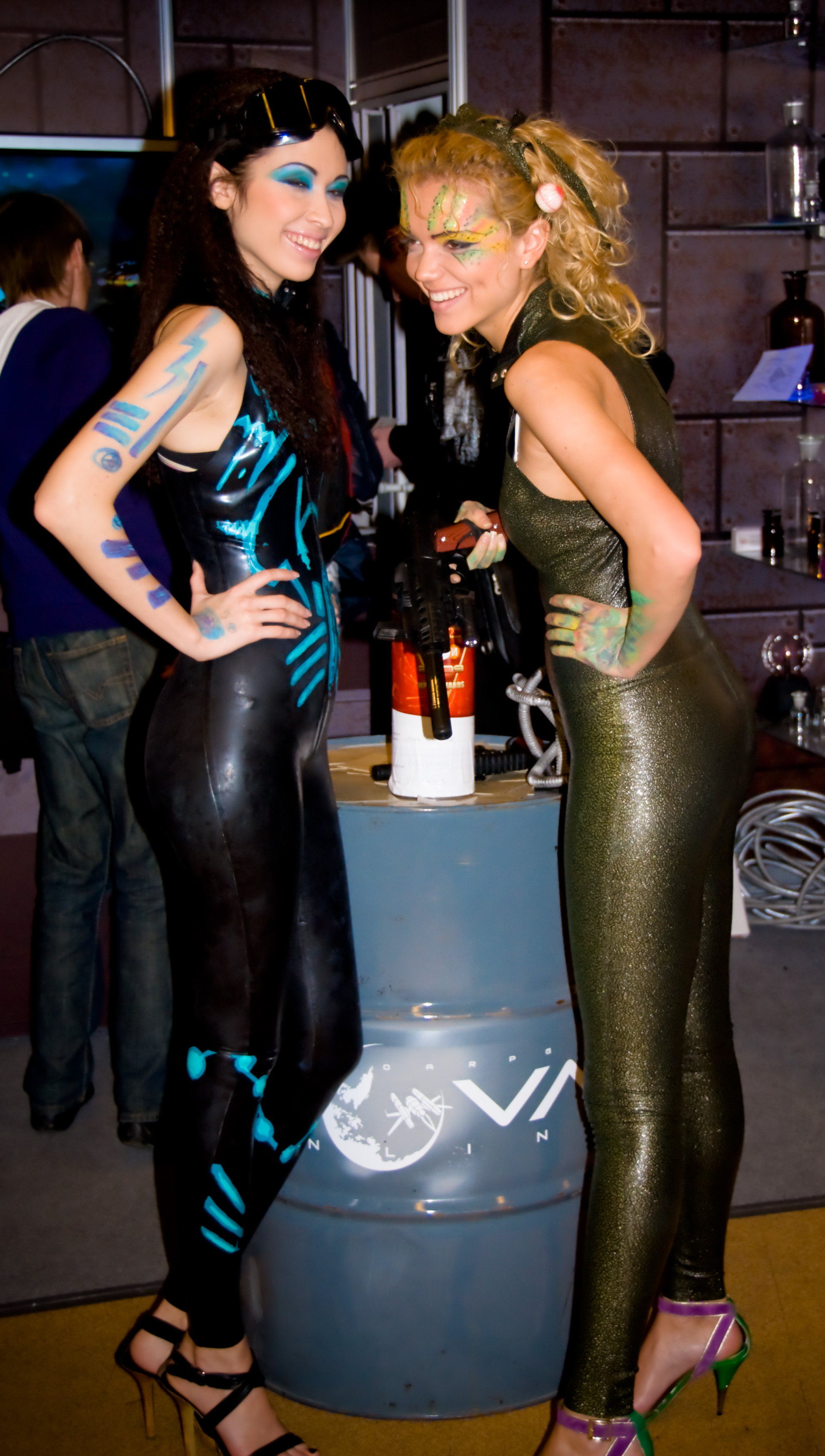
Models at IgroMir 2009

Uma trade show model (também chamada de convention model, trade show hostess, booth companion, or booth professional; um termo que foi usado apenas no Japão é companheira objetivo hoje mais frequentemente usado é acompanhante de eventos (イ ベ ン ト コ ン パ ニ オ ン)</ small>) é um assistente que trabalha com representantes salões de uma empresa em uma feira de exposição, trabalhando no espaço ou uma cabine e representando uma empresa para os participantes. Esses modelos são usados para atrair participantes e fornecer informações básicas sobre produtos ou serviços, e podem ser usados para distribuir materiais de marketing ou coletar informações de clientes para futuras promoções. Os trajes variam e dependem da natureza do espetáculo e da imagem que a empresa gostaria de retratar, e às vezes usam um guarda-roupa específico para a empresa, produto ou serviço representado.
Os modelos de feiras geralmente não são funcionários regulares da empresa, mas são contratados à medida que tornam o estande de uma empresa mais visivelmente distinguível de outros estandes com os quais compete pela atenção dos participantes. Se necessário, eles podem explicar ouro Divulgar informações sobre a empresa e seu produto e serviço, e pode ajudar uma empresa em lidar com um grande número de participantes que a Companhia de outra forma não poderiam ter funcionários suficientes para acomodar, aumentando assim o número de quartos ou leads resultante da participação no show. Os modelos podem ter a habilidade de atrair participantes para o estande, conversando com eles e estimulando o interesse pelo produto, serviço ou empresa.